# ハーゲン・フィヨルド
座標: 北緯81度40分 西経25度30分 / 北緯81.667度 西経25.500度
ハーゲン・フィヨルド（Hagen Fjord）は、グリーンランド北東部にあるフィヨルドである。
全長80キロメートルで、インディペンデンス・フィヨルドに対して北に開いている。北東グリーンランド国立公園に含まれる。